# مرغ بهشتی پرشکوه
مرغ بهشتی پرشکوه (نام علمی: Cicinnurus magnificus) نام یک گونه از سرده دم‌داسی‌ها است.

## نگارخانه

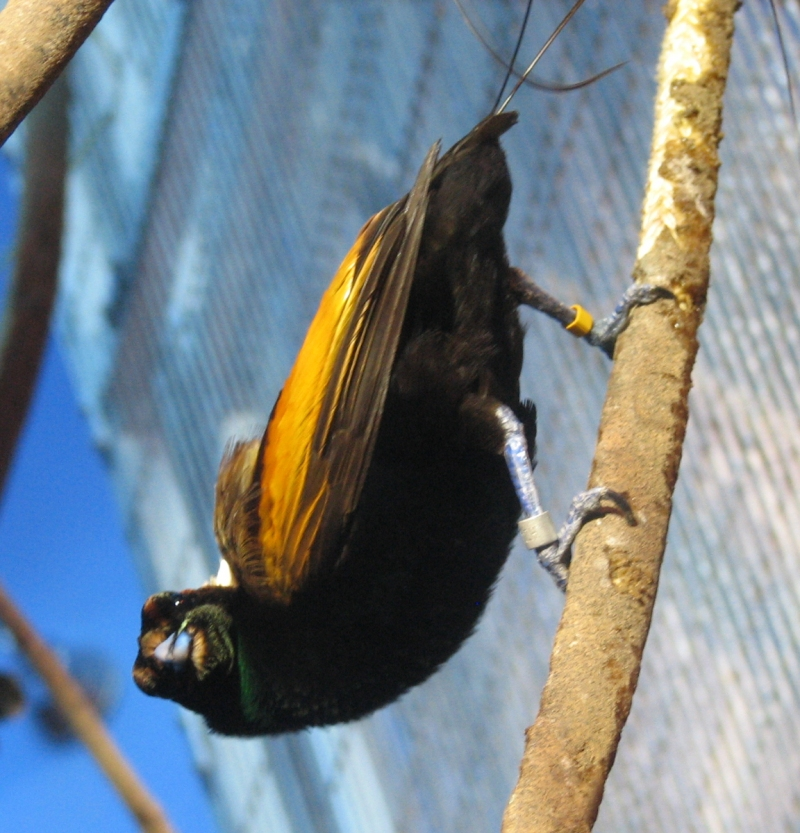
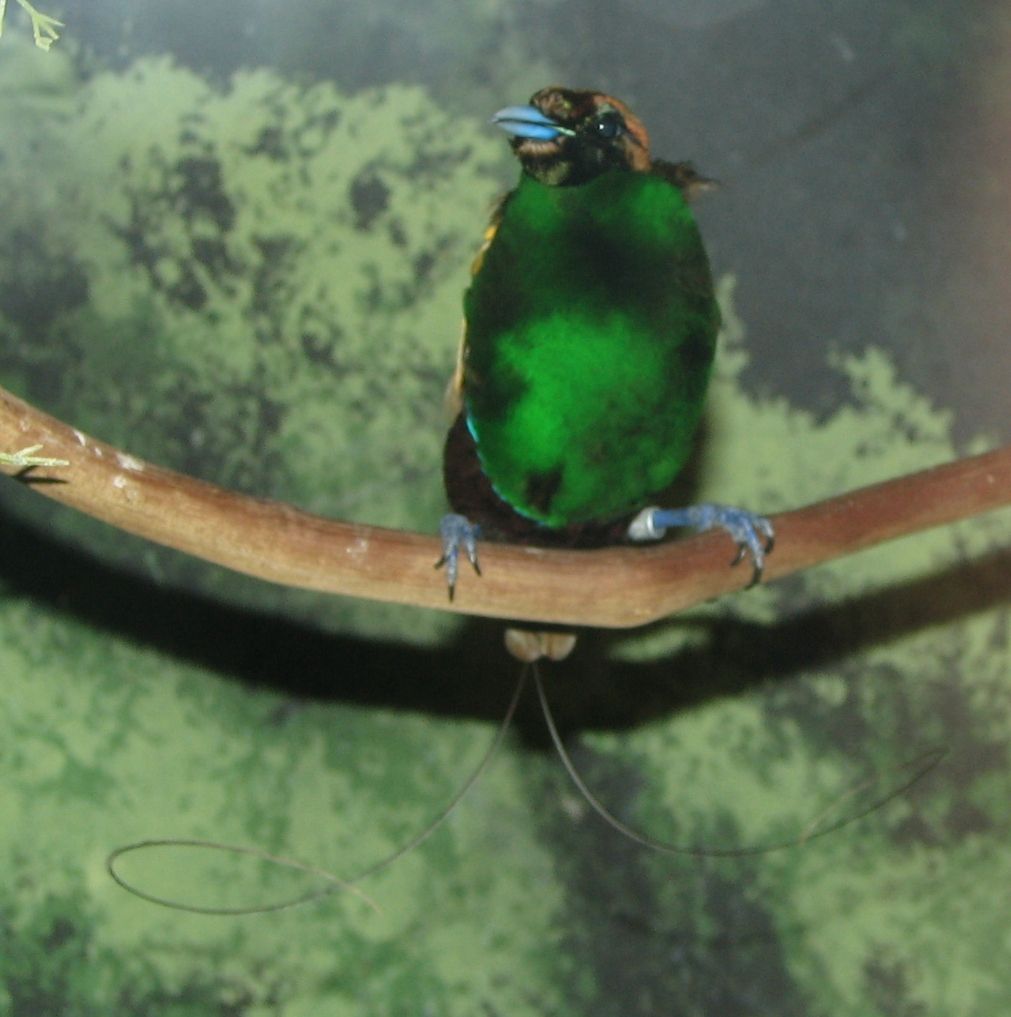